# SAWABA

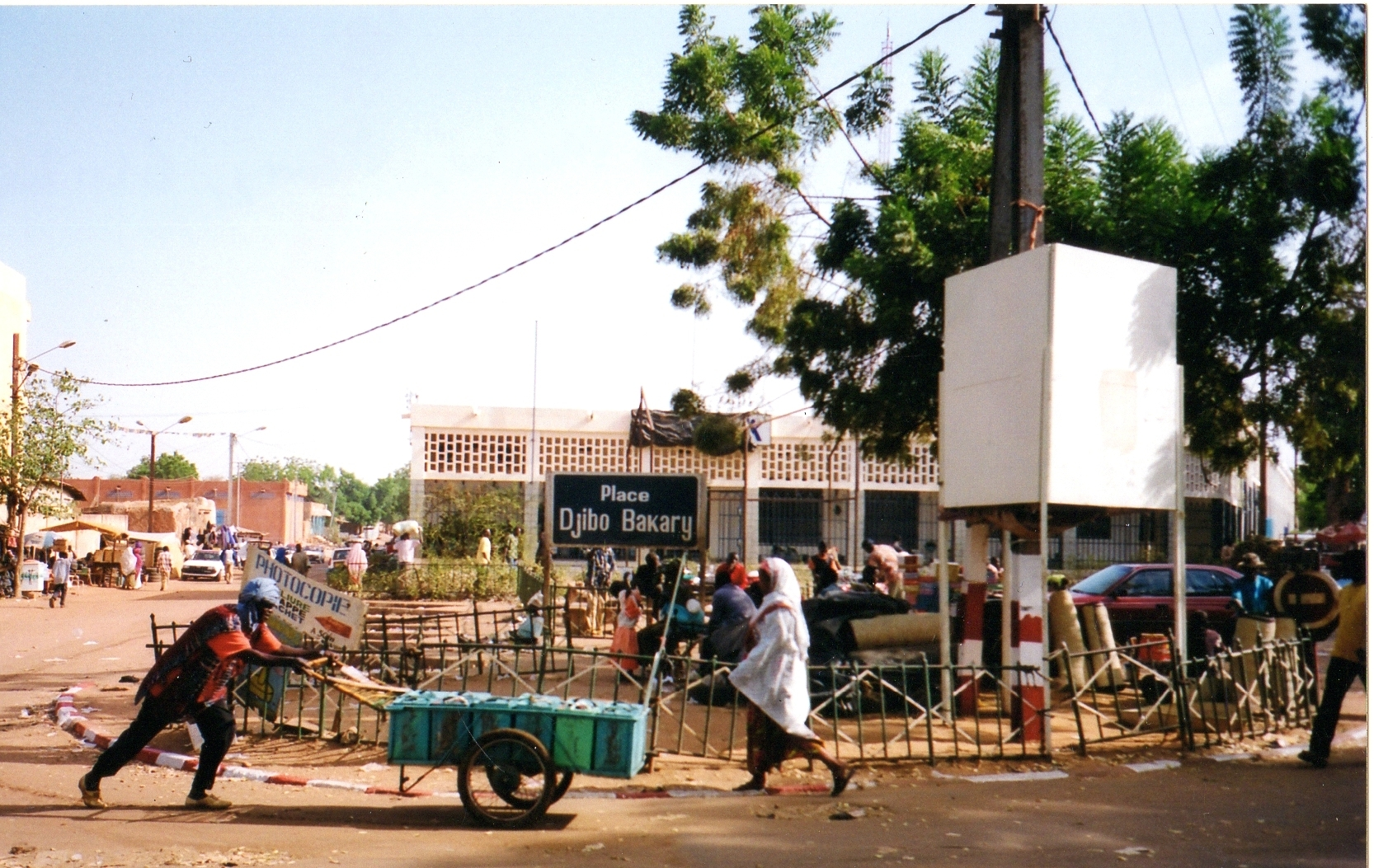
Place Djibo Bakary, Niamey

De Union Democratique des Forces Progressistes (Nederlands: De Volksunie voor Democratie en Vooruitgang), of afgekort SAWABA,  is een Nigerese politieke partij. Deze werd in 1954 opgericht door Djibo Bakary toen hij uit de Progressieve Partij van Niger (PPN) werd gezet omdat hij nauwe contacten met de Franse Communistische Partij bleef onderhouden.

## Geschiedenis
De nieuwe partij werd geleid door linkse politici die vooral in de steden woonden, maar kon rekenen op de steun van een deel van de conservatieve plattelandsbevolking, met name diegene met een Hausa-achtergrond. Zij waren de dominante kracht binnen de Nigerese onafhankelijkheidsbeweging. In deze tijd werd de partij omgedoopt tot Mouvement Socialiste Africain-Sawaba (Nederlands: Socialistische beweging Afrika), of afgekort gewoon SAWABA.
Na de vestiging van de Vijfde Franse Republiek in oktober 1958 kregen de Franse gebieden in West-Afrika de mogelijkheid om een referendum te houden om onderdeel te worden van de Communauté. Dit zou een gelimiteerde vorm van zelfbestuur toestaan en werd gezien als een stap in de richting van onafhankelijkheid.
De Nigerese Progressieve Partij (PPN), van oorsprong een regionale afdeling van de Afrikaanse Democratische Groepering, onder leiding van Hamani Diori, vertegenwoordigden het ja-kamp. Er was ook een nee-kamp, dat geleid werd door SAWABA. De bevolking van Niger stemde massaal voor onafhankelijk. Ongeveer 20 procent stemde tegen. In 1958 werden er ook verkiezingen gehouden en daarbij verkreeg PPN 54 van de 60 beschikbare zetels. SAWABA won slechts 4 zetels.
Na de Nigerese onafhankelijkheid in 1960 vond de partij zich in de oppositie tegen Hamani Diori. Deze verbood de partij en veel leden vluchten naar het buitenland. Van daar uit probeerde ze een guerrillaoorlog te starten, maar slaagden maar zeer beperkt in hun opzet. Leden werden getraind in Algerije, Ghana en China. De partij onderhield in deze jaren nauwe contacten met de Sovjet-Unie en China. In 1963 zat SAWABA achter een mislukte aanslag met een handgranaat op president Diori.
Veel leiders van de partij keerden terug naar Niger na de succesvolle militaire coup in 1974 waardoor Diori werd afgezet. Veel partijleden werden opnieuw gevangengezet en moesten vluchten. Bakary kreeg in 1977 huisarrest, omdat hij zich niet aan een belofte zou hebben gehouden uit de politiek te blijven. De partij werd gemarginaliseerd.
De democratie werd in 1991 hersteld en de oude Bakary richtte de partij opnieuw op onder de naam UDFP-SAWABA. Zij haalden een beperkt aantal stemmen bij de eerste verkiezingen in 1993, slecht 3 procent. Bakary haalde bij de presidentsverkiezingen 1.7 procent van de stemmen. De partij scheurde binnen een jaar en een nieuwe factie UDFR-SAWABA maakte deel uit van de coalitie-regering. Ondanks de dood van Bakary in 1998 en de slechte resultaten bij verkiezingen blijven de twee partijen los van elkaar door gaan. Zij zijn beiden sinds 1995 niet meer vertegenwoordig in het parlement.

## Publicatie
- Klaas van Walraven: The yearning for relief. A history of the Sawaba movement in Niger. Leiden, Brill, 2013. ISBN 9789004245747